# Burlațke, Krîvîi Rih
Burlațke (în ucraineană Бурлацьке) este un sat în comuna Vesele din raionul Krîvîi Rih, regiunea Dnipropetrovsk, Ucraina.

## Demografie
Componența lingvistică a localității Burlațke
     Ucraineană (83,14%)
     Rusă (13,03%)
     Alte limbi (0,38%)
Conform recensământului din 2001, majoritatea populației localității Burlațke era vorbitoare de ucraineană (83,14%), existând în minoritate și vorbitori de rusă (13,03%) și armeană (3,45%).